# Kościół św. Teresy od Dzieciątka Jezus w Kruszwicy
Kościół Świętej Teresy od Dzieciątka Jezus w Kruszwicy – rzymskokatolicki kościół parafialny znajdujący się w mieście Kruszwica, przy wschodniej pierzei Rynku.

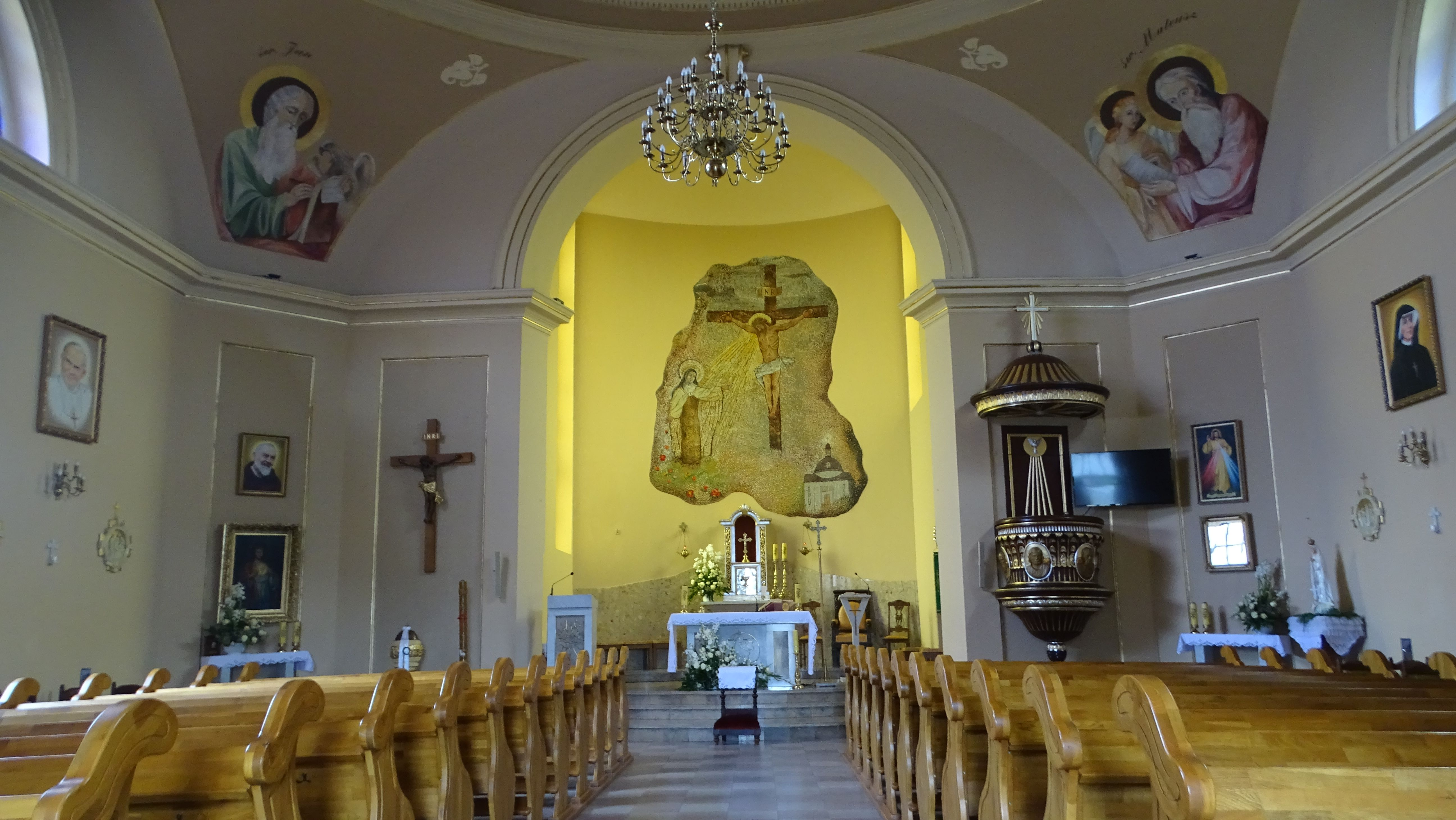
Wnętrze świątyni

Świątynia stoi na miejscu dawnej drewnianej świątyni pw. świętego Klemensa.
Obecną świątynię wybudowano w latach 1926–1929. Kościół, na prośbę księdza prałata Schoenborna – proboszcza kruszwickiej parafii, został zaprojektowany przez architekta Stefana Cybichowskiego z Poznania. Prace budowlane rozpoczęły się w 1926 roku, jednak ze względu na problemy finansowe zakończyły się w 1928 roku. W 1929 roku świątynia została poświęcona przez księdza kardynała Augusta Hlonda – prymasa Polski i księdza biskupa Antoniego Laubitza – biskupa pomocniczego archidiecezji gnieźnieńskiej. W czasie okupacji hitlerowcy zniszczyli wieżyczkę na kopule oraz ołtarz główny i zamienili świątynię na magazyn.
Po zakończeniu II wojny światowej przywrócono budowli sakralny charakter i pełniła dalej rolę świątyni rzymskokatolickiej. W 1984 ustanowiony kościołem parafialnym przez księdza prymasa Józefa Glempa. Jako wotum na jubileusz stulecia śmierci patronki świątyni, świętej Teresy od Dzieciątka Jezus, przebudowano prezbiterium i wybudowano murowany ołtarz. W 2004 roku zamontowano na kopule odbudowaną wieżyczkę wraz z kopią krzyża, przywracając świątyni wygląd sprzed 1939 roku.